# Reka Săzliika
Reka Săzliika este o arie protejată (sit de importanță comunitară — SCI) din Bulgaria întinsă pe o suprafață de 1.014 ha, integral pe uscat.

## Localizare
Centrul sitului Reka Săzliika este situat la coordonatele 42°19′51″N 25°50′15″E / 42.3308°N 25.8376°E.

## Înființare
Situl Reka Săzliika a fost declarat sit de importanță comunitară în martie 2007 pentru a proteja 16 specii de animale.

## Biodiversitate
Situată în ecoregiunea continentală, aria protejată conține 7 habitate naturale: Cursuri de apă de la nivel de câmpie la nivel montan, cu vegetație Ranunculion fluitantis și Callitricho-Batrachion, Râuri cu maluri nămoloase cu vegetație de Chenopodion rubri p.p. și Bidention p.p., Liziere de ierburi înalte hidrofile de câmpie și de nivel montan până la alpin, Fânețe de joasă altitudine (Alopecurus pratensis, Sanguisorba officinalis), Păduri aluvionare cu Alnus glutinosa și Fraxinus excelsior (Alno-Padion, Alnion incanae, Salicion albae), Păduri mixte riverane de Quercus robur, Ulmus laevis și Ulmus minor, Fraxinus excelsior sau Fraxinus angustifolia, de-a lungul marilor râuri (Ulmenion minoris), Galerii de Salix alba și de Populus alba.
La baza desemnării sitului se află mai multe specii protejate:
- amfibieni (2): buhai de baltă cu burta roșie (Bombina bombina), Triturus karelinii
- mamifere (4): vidră de râu (Lutra lutra), Myomimus roachi, popândău (Spermophilus citellus), dihor pătat (Vormela peregusna)
- nevertebrate (3): Coenagrion ornatum, rădașcă (Lucanus cervus), Unio crassus
- pești (3): Barbus cyclolepis, boarță (Rhodeus amarus), dunăriță (Sabanejewia aurata)
- reptile (4): Elaphe sauromates, țestoasa de baltă (Emys orbicularis), Testudo graeca, țestoasă bănățeană (Testudo hermanni)

Pe lângă speciile protejate, pe teritoriul sitului au mai fost identificate 38 de specii de plante, 4 specii de amfibieni, 4 specii de mamifere, 7 specii de nevertebrate, 2 specii de pești, 7 specii de reptile.